# Harnes
Harnes je francouzská obec v departementu Pas-de-Calais v regionu Hauts-de-France. V roce 2014 zde žilo 12 421 obyvatel. Je centrem kantonu Harnes.

## Poloha obce
Sousední obce jsou: Annay, Carvin, Courrières, Fouquières-lès-Lens, Loison-sous-Lens a Noyelles-sous-Lens.

## Vývoj počtu obyvatel
Počet obyvatel